# Grupa dębczyńska
     grupa dębczyńska
     kultura wielbarska (Goci)
     kultura przeworska (Lugiowie)
     kultury bałtyjskie
     Imperium Romanum

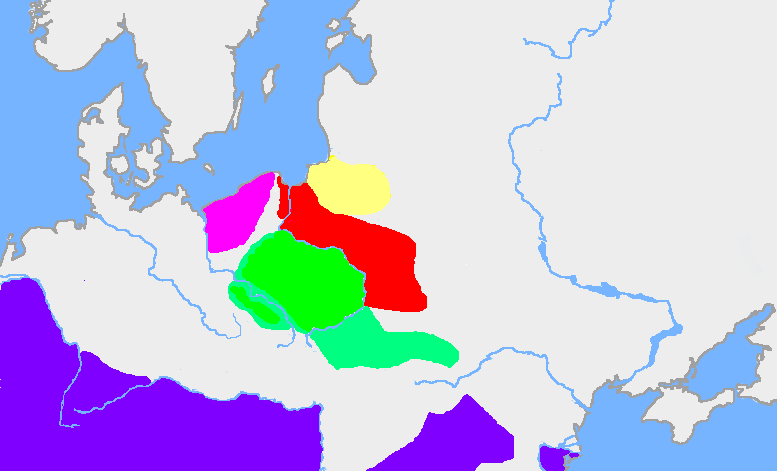
Kultury archeologiczne III wieku n.e.
grupa dębczyńska
kultura wielbarska (Goci)
kultura przeworska (Lugiowie)
kultury bałtyjskie
Imperium Romanum

Grupa dębczyńska – kultura archeologiczna; stanowiska datowane są od III do początku V wieku n.e. Swoim zasięgiem obejmowały one obszar Pomorza w dorzeczu Parsęty i Regi. Przeważał szkieletowy obrządek pogrzebowy. Występowały także groby książęce. Na rozwój inwentarza grupy dębczyńskiej niewątpliwy wpływ miał nadłabski krąg kulturowy oraz w późniejszej fazie kontakty ze Skandynawią.